# Cha-La Head-Cha-La
Cha-La Head-Cha-La (チャラ・ヘッチャラ?, Chara Hetchara) è la prima sigla di apertura dell'anime Dragon Ball Z, ed il quindicesimo singolo di Hironobu Kageyama. È stato pubblicato su vinile, audio cassette e mini CD il 1º maggio 1989, soltanto in Giappone. Sul singolo oltre al brano è presente Detekoi tobikiri zenkai Power!, sigla di chiusura di Dragon Ball Z, interpretata da Manna. La canzone viene utilizzata nei primi 200 episodi della serie televisiva e nei primi nove film legati alla serie. Il brano è stato inoltre registrato in numerose altre lingue, fra cui una versione in inglese interpretata dallo stesso Kageyama, pubblicata sul terzo greatest hits dell'artista Mixture nel 1996.

## Sviluppo
Nel periodo in cui a Kageyama fu offerta la possibilità di registrare il tema d'apertura di Dragon Ball Z, il cantante conosceva già il manga che leggeva su Shonen Jump da diverso tempo. Kageyama considera Cha-La Head-Cha-La il suo migliore brano, dato che i fan si mostrano sempre entusiasti quando la interpreta durante i concerti.

### Tracce
1. Cha-La Head-Cha-La (チャラ・ヘッチャラ?, Chara Hetchara)
2. Detekoi Tobikiri Zenkai Power! (でてこいとびきりＺＥＮＫＡＩパワー！?, Detekoi Tobikiri Zenkai Pawā!)

## Versione del 2005
Nel 2005 Kageyama fu richiamato per registrare una nuova versione di Cha-La Head Cha-La, intitolata Cha-La Head-Cha-La (2005 Ver.). Questa nuova versione figura un arrangiamento completamente nuovo. La pubblicazione del singolo è stata abbinata con una nuova versione di We Gotta Power, sempre cantata da Kageyama. Il singolo è stato distribuito anche su iTunes. Questa nuova edizione del brano è servita come sigla di apertura della pubblicazione giapponese del videogioco Super Dragon Ball Z, avvenuta quattro mesi dopo. Il singolo è giunto sino alla posizione numero 118 della classifica dei singoli più venduti in Giappone.

### Tracce
1. Cha-La Head-Cha-La (2005 ver.)
2. We Gotta Power (2005 ver.)
3. Cha-La Head-Cha-La (DJ Dr.Knob Remix)
4. We Gotta Power (Yuki Nakano Remix)
5. Cha-La Head-Cha-La (mobi[le-re]make version)
6. Cha-La Head-Cha-La (2005 ver. Instrumental)
7. We Gotta Power (2005 ver. Instrumental)

## Cover
Sin dalla sua prima pubblicazione, il brano è stato oggetto di numerose cover da parte di numerosi artisti. Nel 2001 gli Anipara Kids hanno registrato una reinterpretazione sull'album Club Ani para presents: Ani para Best & More. Nel 2004 la compilation Anime Trance 2 include una versione del brano interpretata da Tora + R-SEQ. Nel 2005 la compilation Anime Speed include una versione registrata da Lee Tairon.
La band italiana Highlord ha registrato una propria versione di Cha-La Head Cha-La, inserita come bonus track sull'edizione giapponese dell'album Instant Madness. Gli Animetal hanno registrato una reinterpretazione heavy metal sull'album Animetal Marathon VII, come parte del medley Jump Into The Fire mini-Marathon.
Nel 2007 la compilation Zakkuri! Paratech include il brano come parte del megamix interpretato dai 777BOYS.
Il quinto episodio dell'anime Lucky Star utilizza come sigla di chiusura una versione di Cha-La Head Cha-La cantata al karaoke dalla protagonista dell'anime, Konata. La scelta di tale brano è stata espressamente richiesta da Aya Hirano, doppiatrice di Konata. Nel 2008 un'altra versione del brano è stata registrata da Black Steel sulla compilation Hi-Speed Kirakira Jk.
Nel 2013, per il film Dragon Ball Z: La battaglia degli dei, viene realizzata una nuova cover dalla band Flow.